# Aura Noir
Aura Noir (z francouzštiny, česky znamená černá aura) je norská thrash/black metalová kapela založená v roce 1993 ve městě Oslo v sestavě Ole Jørgen Moe (Cadaver, Dødheimsgard, Immortal), Carl-Michael Eide (Cadaver, Dødheimsgard, Ved Buens Ende, Virus). Stylově se kapela vrací k počátkům thrash a black metalu a mezi vlivy řadí např. Venom, Slayer, Sodom, Kreator ale i Bathory nebo Celtic Frost.
V letech 1995–1996 se ke kapele přidal Rune Eriksen a v této sestavě již vzniklo první studiové album s názvem Black Thrash Attack, které vyšlo v roce 1996.

## Diskografie
Dema
- Aura Noir (1993)
- Two Voices, One King (1994)

EP
- Dreams Like Deserts (1995)

Studiová alba
- Black Thrash Attack (1996)[1]
- Deep Tracts of Hell (1998)
- The Merciless (2004)
- Hades Rise (2008)
- Out to Die (2012)
- Aura noire (2018)

Kompilační alba
- Increased Damnation (2001)
- Deep Dreams of Hell (2005)

Various Artists kompilace
- Novum Vox Mortis: Malicious Records Compilation Album (1997) – VA kompilační CD s kapelami Dødheimsgard, Kampfar, Gorgoroth, Aura Noir, Zyklon-B a Borknagar

Koncertní alba
- Live Nightmare on Elm Street (2006) – live CD, nahráno živě 26. listopadu 1996

## Sestava
- Carl-Michael Eide (Aggressor) – kytara, baskytara, bicí (do r. 2005), vokály
- Ole Jørgen Moe (Apollyon) – kytara, baskytara, bicí, vokály
- Rune Eriksen (Blasphemer) – kytara

| Aura Noir živě v Haugesundu, Norsko, 12. únor 2012 |          |           |
|                                                    |          |           |
| Blasphemer                                         | Apollyon | Aggressor |